# Baobab
Baobab，又称磁盘使用分析，是一个GNOME环境下图形化的磁盘空间分析软件。它是GnomeUtils的一部分。